# Kralle Krawinkel

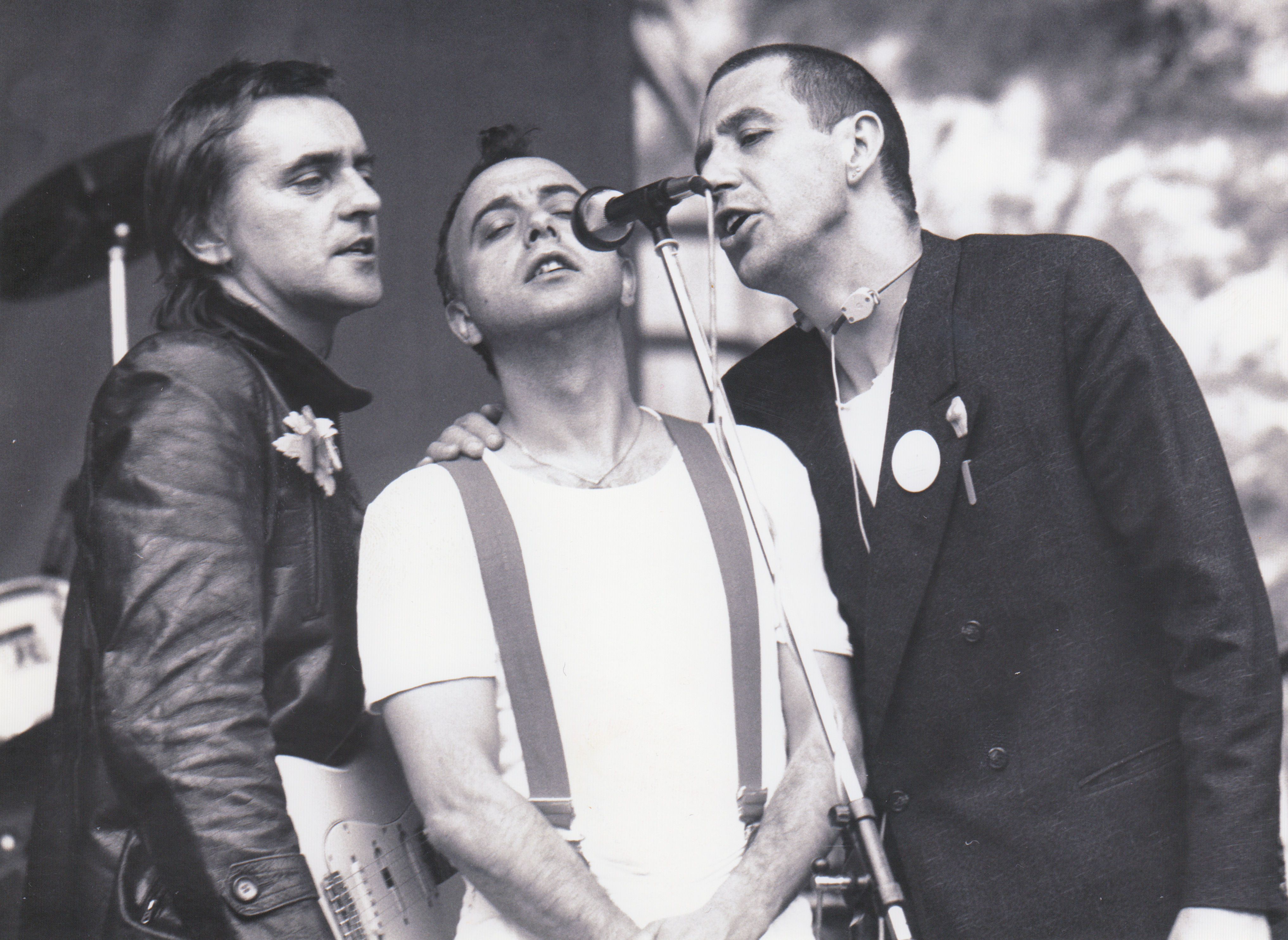
Kralle Krawinkel (links) mit Trio-Bandkollegen (1982)

Gert Franz Alexander „Kralle“ Krawinkel (* 21. April 1947 in Wilhelmshaven; † 16. Februar 2014 in Cuxhaven) war ein deutscher Musiker, der als Gitarrist der Band Trio bekannt wurde.

## Leben

### Anfänge
Krawinkel war der Sohn eines Wilhelmshavener Kapitäns. Er wuchs in Cuxhaven auf, ging dort zur Schule und machte 1968 am Gymnasium für Jungen sein Abitur. 1963 gründete er in Cuxhaven seine erste Schülerband The Vampyrs und spielte dort Lead-Gitarre. Danach spielte Krawinkel in der Band MacBeats, in der Stephan Remmler Sänger war. Kurze Zeit später wurde die Band in Just Us umbenannt. Mit Just Us gelangen Krawinkel erste Achtungserfolge in Norddeutschland. Unter anderem spielte die Band im Rahmen eines zweiwöchigen Engagements im Hamburger Star Club. Etwa 1969 löste sich die Band auf.
Krawinkel gründete daraufhin die Band Cravinkel, der auch Musiker von Just Us angehörten. Die Folk- und Progressive-Rock-Band veröffentlichte zwei Studioalben, die kommerziell nicht erfolgreich waren. Im Jahr 1972 löste sich Cravinkel auf. Kralle Krawinkel trat daraufhin eine Stelle als Lehrer an, spielte aber weiterhin in verschiedenen Bands Gitarre, unter anderem in der Band Emsland Hillbillies.

### Weltweiter Erfolg mit Trio
Mit seinem ehemaligen Bandkollegen Stephan Remmler und dem Schlagzeuger Peter Behrens gründete er 1979 die Band Trio, die 1982 nach dem Hit Da Da Da zu den bekanntesten Vertretern der Neuen Deutschen Welle zählte. Während Stephan Remmler bei Trio weitgehend die Liedtexte beisteuerte, stammte die Musik zum Großteil von Krawinkel. Auf seiner Gitarre hatte er stets einen auffälligen Aufkleber angebracht, der das Stadtwappen von Wiesmoor zeigte. Schon 1982 baute sich Krawinkel ein zweites musikalisches Standbein neben Trio auf und schloss sich der Band um Marius Müller-Westernhagen an, mit dem er im Herbst 1982 das Album Das Herz eines Boxers veröffentlichte.
Anfang 1983 engagierte sich Krawinkel im Wahlkampf der Grünen für die Bundestagswahl 1983. Gemeinsam mit der befreundeten Band Egal 88 trat er mehrfach im Rahmen der Polit-Veranstaltung Grüne Raupe auf, die Fritz Rau organisiert hatte.
Im Jahr 1984 zog sich Trio für etwa ein Jahr aus der Öffentlichkeit zurück. In dieser Zeit spielte Kralle erneut in der Band von Marius Müller-Westernhagen als Leadgitarrist mit, veröffentlichte mit ihm das Album Die Sonne so rot und ging mit Westernhagen auf Deutschlandtournee.
Im Trio-Spielfilm Drei gegen Drei übernahm 1985 Krawinkel eine Doppelrolle. Da seine Aussprache zu norddeutsch klang, wurde sie von Arne Elsholtz synchronisiert. Während der Dreharbeiten lernte er die Fernsehproduzentin Monika Kölling kennen, die beim Spielfilm für die Komparserie zuständig war. Das Paar war bis zu Krawinkels Tod liiert und heiratete Ende 2013.

### Solokarriere
1988 war Krawinkel in einer Nebenrolle in dem deutschen in Berlin gedrehten Spielfilm Killing Blue an der Seite von Armin Mueller-Stahl zu sehen.
Nach der Auflösung von Trio im Jahre 1986 blieb es lange recht still um Krawinkel. 1989 zog er von Großenkneten nach Berlin und arbeitete mit dem befreundeten Musiker Wilfried Szyslo an einem Soloalbum Kralle, das 1993 erschien. Krawinkel hatte die Texte für das Album komplett in englischer Sprache verfasst, ließ sie jedoch vom befreundeten Rio Reiser ins Deutsche übersetzen. An der Single ’n Zentimeter Liebe wirkte Nena als Duettpartnerin mit. Das Album blieb kommerziell erfolglos. Mit der Produktion eines geplanten zweiten Albums wurde gar nicht erst begonnen.
Krawinkel hatte ein eigenes Musikstudio in seiner Wahlheimat Spanien in der Nähe von Sevilla. Außerdem bewohnte er eine Wohnung in Berlin. Aus der Musikszene hatte er sich weitgehend zurückgezogen und musizierte nur noch mit seinem langjährigen Freund Wilfried Szyslo. Stattdessen ging Krawinkel seinen Hobbys, dem Westernreiten und der Olivenzucht, nach. 1998 sicherte sich Krawinkel einen Eintrag im Guinness-Buch der Rekorde, als er auf seinem Pferd Estrellita die weltweit längste Reitwanderung von Sevilla nach Hamburg unternahm.
Ein Comeback seiner ehemaligen Band Trio scheiterte etwa zur Jahrtausendwende an unterschiedlichen musikalischen Vorstellungen von Stephan Remmler und Krawinkel.

### Tod
Im Herbst 2013 wurde bei Kralle Krawinkel ein Bronchialkarzinom diagnostiziert, an dessen Folgen er am 16. Februar 2014 im Alter von 66 Jahren in Cuxhaven verstarb. Er hinterließ einen Sohn aus einer früheren Beziehung. Er hatte 2013 seine langjährige Lebensgefährtin Monika Kölling geheiratet, die seitdem seine künstlerische Hinterlassenschaft betreut.
2019 und 2021 erschienen posthum die limitierten Alben Kralle & The Hoodoos und Kralle & The Hoodoos Plugged 2, auf denen Wilfried Szyslo im Selbstverlag eine Reihe von Demoaufnahmen versammelte, die in den Jahren seiner Zusammenarbeit mit Kralle entstanden waren.

## Diskografie

### Alben
- 1970 LP Cravinkel: Cravinkel (1997 Re-Release auf CD)
- 1971 LP Cravinkel: Garden of Loneliness
- 1993 CD Kralle
- 2019 CD Kralle & The Hoodoos
- 2021 CD Kralle & The Hoodoos Plugged 2

### Singles
- 1971 Cravinkel: Keep on Running
- 1993 Cadillac
- 1993 ’n Zentimeter Liebe (feat. Nena)